# Adriana Torrebejano
Adriana Giménez Torrebejano, meglio conosciuta come Adriana Torrebejano (Barcellona, 3 novembre 1991), è un'attrice spagnola, conosciuta principalmente per il ruolo di Isabel Lobo nella serie televisiva Tierra de Lobos - L'amore e il coraggio e di Soledad "Sol" Santacruz nella telenovela Il segreto.

## Biografia
Fin da bambina amante della recitazione, debutta nel 2005 nella serie televisiva della TVE Abuela de verano, che ottenne un grande successo e fu molto apprezzata dal pubblico. Nel 2006 fa invece parte del cast di Ellas y el sexo débil, che verrà cancellata per i bassi ascolti dopo sole tre puntate. Ha inoltre recitato in tre episodi della serie di Telecinco Hospital Central, nel ruolo di Ana. Nel 2007 interpreta il ruolo di Carlota in C.L.A. No somos ángeles, serie televisiva di Antena 3 che ottenne un successo scadente, tanto da venire cancellata anch'essa per bassi ascolti. Nello stesso anno, è apparsa in tre capitoli di Cuéntame cómo pasó, nel ruolo di Rosario, e in un episodio della serie di Telecinco El comisario.
Nel 2008 recita nella serie Fuera de lugar nel ruolo di Lucía, appare in un episodio di Fisica o chimica, famosa serie di Antena 3, e in uno di Countdown, mentre nel 2009 appare nelle serie Acusados e De repente, los Gómez, nel ruolo di Cris Tamayo. Nel 2010 recita nella serie Tierra de Lobos - L'amore e il coraggio, vestendo i panni di Isabel Lobo, personaggio che la farà diventare famosa non solo in Spagna, ma anche in altri paesi europei. L'anno dopo torna a far parte del cast di Hospital Central, questa volta nel ruolo di Irene Valencia.
Nel 2013 è impegnata nelle riprese di Ciega a citas, che verrà trasmessa l'anno successivo sul canale Cuatro, interpretando il ruolo di Beatriz. Nel 2014 fa inoltre il suo debutto cinematografico nel film De chica en chica, nel ruolo di Rai. Nel 2015 entra invece a far parte del cast della famosa telenovela Il segreto, interpretando il ruolo principale di Sol Santacruz, fino alla fine dell'anno successivo quando abbandona la serie.

## Filmografia parziale

### Cinema
- De chica en chica, regia di Sonia Sebastián (2014)
- Gun City (La sombra de la ley), regia di Daniel de la Torre (2018)

### Televisione
- Abuela de verano – serie TV, 13 episodi (2005)
- Ellas y el sexo débil – serie TV, 3 episodi (2006)
- Hospital Central – serie TV, 12 episodi (2006-2011)
- C.L.A. No somos ángeles – serie TV, 3 episodi (2007)
- Cuéntame cómo pasó – serie TV, 3 episodi (2007)
- El comisario – serie TV, episodio 11x14 (2007)
- Fisica o chimica – serie TV, episodio 1x06 (2008)
- Countdown (Cuenta atrás) – serie TV (2008)
- Fuera de lugar – serie TV, 8 episodi (2008)
- Acusados – serie TV, episodio 1x07 (2008)
- De repente, los Gómez – serie TV, 11 episodi (2009)
- Tierra de Lobos - L'amore e il coraggio (Tierra de Lobos) – serie TV, 41 episodi (2010-2014)
- Ciega a citas – serie TV, 59 episodi (2014)
- El rey – serie TV, 2 episodi (2014)
- Il segreto (El secreto de Puente Viejo) – serial TV, 69 puntate (2015-2016)
- Cuerpo de élite – serie TV, 13 episodi (2018)
- Cristo y Rey – serie TV, 8 episodi (2023)
- Nessuna traccia, o quasi (Sin huellas) – serie TV, 6 episodi (2023)

## Doppiatrici italiane
Nelle versioni in italiano delle opere in cui ha recitato, Adriana Torrebejano è stata doppiata da:
- Benedetta Ponticelli in Tierra de Lobos - L'amore e il coraggio
- Mattea Serpelloni ne Il segreto
- Valentina Favazza in Gun City
- Francesca Manicone in Nessuna traccia, o quasi